# Ognenny Ostrov
Ognenny Ostrov (Russisk: Огненный остров) "Ildøen", er en lille ø på Novozerosøen, beliggende i Vologda regionen, Rusland ca. 400 kilometer nord for Moskva. På øen ligger et tidligere kloster som nu er omdannet til et fængsel for dødsdømte russere.
Øens ortodokse kloster blev grundlagt i år 1517 af Sankt Cyril af Novozero, efter at han havde set en "ildsøjle" ramme øen. Klosteret danner baggrunden i filminstruktør Vasily Shukshins film “Røde roser” fra 1973 og i nogle af forfatteren Alexandr Yashin historier.
Efter Oktoberrevolutionen i 1917 blev klosteret konverteret til et fængsel beregnet på "revolutionens fjender". I løbet af 1930 og 1940erne fungerede det som fængselskoloni til ofrene for Stalins store udrensninger. Efter Stalins død i 1953 blev det omdannet til et regulært fængsel for ikke-politiske kriminelle.
I 1997 blev fængslet dedikeret udelukkende til indsatte med livstids- eller dødsstraf-domme. Efter eksekveringerne af dødsstraf blev indstillet i 1996 er dødsstraf automatisk blevet omgjort til livstid. Der er i dag omkring 193 indsatte i fængslet der officielt går under navnet Fængsel num. OE 256/5 – og "Pyatak" af de indsatte, efter det russiske ord for "fem" ("пять"), det sidste ciffer i det officielle navn.

## Media
- Three Days and Never Again (Last Visit). Video. 53 min. Director: Alexsandr Goutman, 1998. (engelsk)